# Sericanthe chevalieri
Sericanthe chevalieri là một loài thực vật có hoa trong họ Thiến thảo. Loài này được (K.Krause) Robbr. miêu tả khoa học đầu tiên năm 1978.